# Seewis im Prättigau
Seewis im Prättigau (toponimo tedesco, fino al 1962 Seewis im Prätigau; in romancio Sievgia , in italiano Sevisio, desueti) è un comune svizzero di 1 376 abitanti del Canton Grigioni, nella regione Prettigovia/Davos.

## Monumenti e luoghi d'interesse
- Chiesa riformata di San Lorenzo, attestata dal 1483[3];
- Rovine della fortezza di Fracstein, eretta nel XII secolo e in rovina XVI secolo, con la cappella di Sant'Afro, attestata dal 1370[3][4];
- Rovine della fortezza di Solavers, eretta nel XII secolo e in rovina dal XV secolo, con la chiesa di Nostra Signora, eretta nel XIII secolo e ampliata nel XV secolo[3][5];
- Rifugio Schesaplana.

## Società

### Evoluzione demografica
L'evoluzione demografica è riportata nella seguente tabella:
Abitanti censiti

## Infrastrutture e trasporti
Seewis im Prättigau è servito dalla stazione di Seewis-Pardisla della Ferrovia Retica, sulla linea Landquart-Davos.